# آگوستین چنترل
آگوستین چنترل (انگلیسی: Augustin Chantrel؛ ۱۱ نوامبر ۱۹۰۶ – ۴ سپتامبر ۱۹۵۶) یک بازیکن فوتبال اهل فرانسه بود.
وی همچنین در تیم ملی فوتبال فرانسه بازی کرده‌است.